# سفارة كرواتيا في كندا
سفارة كرواتيا في كندا هي أرفع تمثيل دبلوماسي لدولة كرواتيا لدى كندا. تقع السفارة في أوتاوا وهي تهدف لتعزيز المصالح الكرواتية في كندا.

## وصلات خارجية
- الموقع الرسمي
- قائمة سفارات كرواتيا
- قائمة السفارات في كندا